# Crenadactylus rostralis
Crenadactylus rostralis — вид геконоподібних ящірок родини диплодактилідів (Diplodactylidae). Ендемік Австралії.

## Поширення і екологія
Crenadactylus rostralis мешкають серед девонських рифових пагорбів, розташованих на південному заході регіону Кімберлі в Західній Австралії. Вони живуть серед вапнякових скель, порослих спінніфексом.